# منطقة قطبية شمالية قديمة

المنطقة القطبية الشمالية القديمة

المنطقة القطبية الشمالية القديمة (بالإنجليزية: Palearctic)‏، وهي أكبر المناطق الاقتصادية في العالم. وتضم قارة أوروبا والجزء الشمالي من آسيا (بدءًا من جبال الهيمالايا وما فوق)، وشمال أفريقيا والجزء الشمالي من الجزيرة العربية.